# Colonna sonora di Metal Gear Solid 3: Snake Eater
Questa voce contiene le colonne sonore del videogioco Metal Gear Solid 3: Snake Eater.

## Metal Gear Solid 3: Snake Eater – The First Bite
Metal Gear Solid 3: Snake Eater – The First Bite è un CD pubblicato solamente in Giappone nel novembre del 2004, che contiene materiale promozionale come canzoni, screensaver e il video musicale di Snake Eater. Una versione non ufficiale dell'album, costituita da dieci brani, è uscita in Taiwan.

### Tracce
Testi e musiche di Norihiko Hibino.
1. Cynthia Harrell – Snake Eater (Abstracted Camouflage) – 6:32 – Remixata da Norihiko Hibino. Sassofono, flauto, chitarra: Norihiko Hibino.
2. Infiltration into the Jungle – 4:11
3. Escape – 1:59
4. Chivalry – 3:19
5. The Treading Behemoth – 2:02
6. Akiko Wada – Snake Eater (versione giapponese) – 7:32 – Arrangiata da Norihiko Hibino. Coro: Yuka Takamatsu e Harario; sassofono: Norihiko Hibino; basso: Jeff Curry; batteria: Nobuaki Fujii; chitarra: Ryo Ogihara; organo: Kenichiro Shinzawa; percussioni: Takashi Nakazato; vibrafono: Yoshihiko Katori.

## Metal Gear Solid 3: Snake Eater Original Soundtrack
Metal Gear Solid 3: Snake Eater Original Soundtrack è un album contenente la colonna sonora ufficiale del videogioco stealth Metal Gear Solid 3: Snake Eater. L'album, costituito da due CD, è stato pubblicato in Giappone il 15 dicembre 2004 dall'etichetta discografica Konami Music Entertainment, e nel 2005 in Germania dalla Konami of Europe GmbH. Esso contiene anche un codice che permette ai giocatori che possiedono una copia di Snake Eater per PlayStation 2 di ottenere uniformi mimetiche aggiuntive per Naked Snake.

### Tracce
Gli ultimi quattro brani del primo CD e i brani numero 17, 18, 19 e 20 del secondo disco si possono ascoltare in Snake Eater sintonizzandosi su determinate frequenze radio rivelate dai soldati nemici sottoposti a interrogatorio. Queste canzoni, che hanno l'effetto di ripristinare istantaneamente il vigore di Naked Snake, sono state composte da Norihiko Hibino, il quale ha voluto parodiare la musica degli anni sessanta (infatti Snake Eater è ambientato nel 1964) scegliendo per esse titoli e nomi di autori ispirati a quell'epoca.
I brani Snake Eater (senza parole) e Battle in the Base sono selezionabili come musica di sottofondo, insieme ad altri classici temi della serie Metal Gear, nel livello "Shadow Moses Island" del videogioco Super Smash Bros. Brawl.

#### Disco 1
1. Cynthia Harrell – Snake Eater – 2:58 (Norihiko Hibino) – Arrangiato da Mark Holden. Prodotto da Rika Muranaka.
2. Metal Gear Solid Main Theme (versione di Metal Gear Solid 3) – 6:32 – Arrangiato da Harry Gregson-Williams. Musica originale composta da Tappi Iwase.
3. CQC – 2:28 (musica: Harry Gregson-Williams)
4. Virtuous Mission – 6:08 (musica: Harry Gregson-Williams)
5. On The Ground ~ Battle In The Jungle – 3:54 (musica: Norihiko Hibino)
6. KGBVSGRU – 3:48 (musica: Harry Gregson-Williams)
7. Shagohod – 3:47 (musica: Harry Gregson-Williams)
8. Operation Snake Eater – 1:14 (musica: Norihiko Hibino)
9. Mission Briefing – 3:10 (musica: Harry Gregson-Williams)
10. Across The Border ~ Snake Meets The Boss – 3:11 (musica: Harry Gregson-Williams)
11. Eva's Unveiling – 1:50 (musica: Nobuko Toda)
12. Ocelot Youth ~ Confrontation – 3:12 (musica: Harry Gregson-Williams e Norihiko Hibino)
13. The Cobras In The Jungle – 3:26 (musica: Harry Gregson-Williams)
14. The Pain – 1:50 (musica: Norihiko Hibino)
15. The Fear – 2:11 (musica: Norihiko Hibino)
16. Fortress Sneaking – 2:13 (musica: Harry Gregson-Williams)
17. Underground Tunnel – 2:53 (musica: Harry Gregson-Williams)
18. The Fury – 2:25 (musica: Norihiko Hibino)
19. Surfing Guitar – 3:07 (musica: 66 Boys)
20. Sailor – 3:32 (musica: Starry.K)
21. Salty Catfish – 3:27 (musica: 66 Boys)
22. Old Metal Gear – 4:29 (musica: Starry.K)

Durata totale: 71:45

#### Disco 2
1. Battle In The Base – 4:18 (musica: Norihiko Hibino)
2. Volgin, The Torturer – 2:18 (musica: Harry Gregson-Williams e Norihiko Hibino)
3. The Sorrow ~ Everlasting Fight – 3:51 (musica: Harry Gregson-Williams e Shuichi Kobori)
4. Clash With Evil Personified – 1:52 (musica: Norihiko Hibino)
5. Sidecar - Escape From The Fortress - – 2:07 (musica: Harry Gregson-Williams)
6. Sidecar - On The Rail Bridge - – 2:20 (musica: Harry Gregson-Williams)
7. Takin' On The Shagohod – 2:03 (musica: Norihiko Hibino)
8. Escape Through The Woods – 3:37 (musica: Norihiko Hibino)
9. Troops In Gathering – 1:56 (musica: Harry Gregson-Williams)
10. Life's End – 1:48 (musica: Harry Gregson-Williams)
11. Last Showdown – 3:12 (musica: Norihiko Hibino)
12. The Return Of The MiGs – 1:51 (musica: Norihiko Hibino)
13. Elisa Fiorillo – Don't Be Afraid – 5:42 (Rika Muranaka) – Tromba: Rhamlee Davis.
14. Eva's Reminiscence – 4:53 (musica: Norihiko Hibino)
15. Debriefing – 7:21 (musica: Harry Gregson-Williams)
16. Starsailor – Way to Fall – 4:31 (James Walsh, James Stelfox, Ben Byrne e Barry Westhead)
17. Rock Me Baby – 2:29 (musica: 66 Boys)
18. Pillow Talk – 5:19 (musica: Starry.K)
19. Jumpin' Johnny – 3:28 (musica: Chunk Raspberry)
20. Sea Breeze – 3:43 (musica: Sergei Mantis)
21. Snake vs Monkey – 1:34 (musica: Kobo)

Durata totale: 70:13